# 16274 Pavlica
A 16274 Pavlica (ideiglenes jelöléssel 2000 JX56) a Naprendszer kisbolygóövében található aszteroida. A LINEAR projekt keretében fedezték fel 2000. május 6-án.